# Lepidodexia petersoni
Lepidodexia petersoni är en tvåvingeart som beskrevs av Guilherme A.M.Lopes 1984. Lepidodexia petersoni ingår i släktet Lepidodexia och familjen köttflugor. Inga underarter finns listade i Catalogue of Life.